# Franz Friedrich Leitschuh

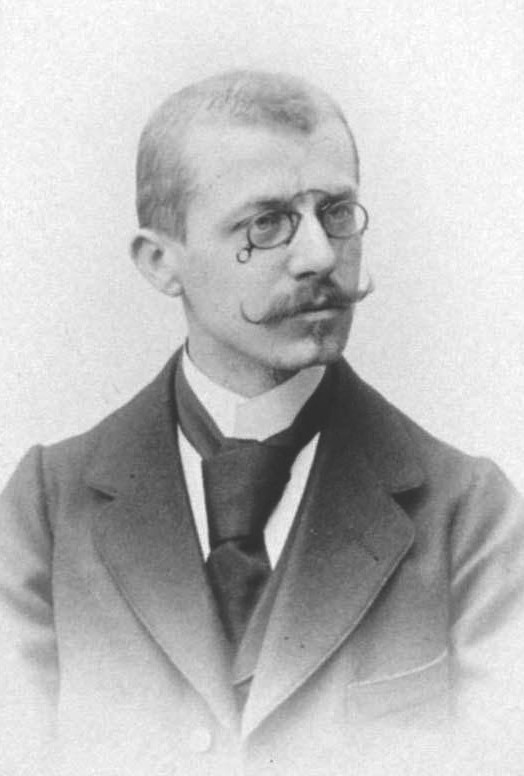
Franz Friedrich Leitschuh, 1897

Franz Friedrich Leitschuh (* 19. Oktober 1865 in Würzburg; † 28. Januar 1924 in Freiburg im Üchtland) war ein deutscher Kunsthistoriker. 

## Leben
Franz Friedrich Leitschuh wurde als Sohn des wissenschaftlichen Bibliothekars Friedrich Leitschuh 1865 in Würzburg geboren. Er studierte Kunstgeschichte an der Kaiser-Wilhelms-Universität Straßburg, wo er auch 1889 promoviert wurde und sich habilitierte. 1891 las er an der Universität Zürich. 1898 wurde er in Straßburg zum Extraordinarius für mittelalterliche und neuzeitliche Kunstgeschichte ernannt.
Zusammen mit Anton Seder gab Leitschuh von 1900 bis 1906 die Zeitschrift Das Kunstgewerbe in Elsass-Lothringen mit Unterstützung der Elsass-Lothringischen Landesregierung heraus, die in der Straßburger Ludolf Brust Verlagsbuchhandlung erschien.  Leitschuh fühlte sich ebenso wie der Mitherausgeber Anton Seder der angewandten Kunst im Reichsland Elsass-Lothringen eng verbunden. „Die Frage nach der Entstehung und Entwicklung der elsässischen Kultur“ hatte es ihm besonders angetan, so dass er noch nach seinem Umzug in die Schweiz eine „Sammlung von Aufsätzen, die sich mit der allgemeinen Kunstentwicklung im Elsass“ beschäftigte für die Görres-Gesellschaft zur Pflege der Wissenschaft im katholischen Deutschland zusammenstellte. Der Autor wies ausdrücklich darauf hin, dass das „Illustrationsmaterial zu den das Kunstgewerbe betreffenden Ausführungen ... sich in den sechs Jahrgängen“ der von ihm vormals „geleiteten Zeitschrift: Das Kunstgewerbe in Elsass-Lothringen“ findet. In seinem Aufsatz Kunstbestrebungen im 18. und 19. Jahrhundert im Elsaß  hielt der Verfasser fest, dass die „meisten Richtungen der französischen Kunst ... – wie in Deutschland – auch im Elsaß Resonanz gefunden haben“  und stützte seine Analyse auf „den noch heute wirksamen lebendigen Austausch der künstlerischen Kräfte, der im Organismus der deutschen, wie der französischen Kunst als gesunder Säfteumlauf empfungen wurde“. In Straßburg lehrte er neben der Universität auch an der städtischen Kunstgewerbeschule unter Leitung von Anton Seder.
Ferner hielt er in Straßburg neben seiner wissenschaftlichen Tätigkeit eine Reihe von „populären Vorträgen“, die er auf Wunsch „von Lehrern“, die seinen „Unterricht an der Kunstgewerbeschule genossen hatten“, zu einer „Einführung in die Allgemeine Kunstgeschichte“ zusammenfasste und veröffentlichte. Abschließend behandelte der Kunsthistoriker darin „Die Kleinkunst im neunzehnten Jahrhundert“ und würdigte den Jugendstil – ohne ihn so zu benennen – als Ergebnis „einer sesessionistischen Bewegung“, die „eine Revolution auf allen Gebieten der Werkkunst hervor(rief): im Tischler-Handwerk, in der Metallarbeit und der Kunst-Verglasung, in der Buch-Ausstattung, der Tapeten-Industrie, der Goldschmiedekunst, der Ornament-Malerei, der Fabrikation von Stoffen und Beleuchtungskörpern.“
Nach seiner Straßburger Zeit und Tätigkeit als Privatdozent in Zürich wurde Franz Friedrich Leitschuh 1904 Professor der Kunstgeschichte an der Universität in Freiburg im Üchtland, wo er 1924 starb.

## Persönliches
Franz Friedrich Leitschuh war mit Katinka Leitschuh-Leininger verheiratet. Katinka Leininger hatte für Das Kunstgewerbe in Elsass-Lothringen als Rezensentin gearbeitet. Sie korrigierte 1924 die letzte Arbeit ihres Mannes: Die Schweizer Landschaft in der deutschen Malerei und sie traf auch die Auswahl der 65 Illustrationen einschließlich des Titelbildes. Seine Ehefrau charakterisierte F. F. Leitschuh als „Wissenschaft(l)er und Künstler“, dem „... es darum zu tun (war), die Vielfalt der Gesichtspunkte und der individuellen Naturbetrachtung zur Einheit einer systematischen Erkenntnis des künstlerisch Geschauten zu bringen.“ Sie ging auch auf die Ursachen seines Todes im 59. Lebensjahr ein: „Unerwartet hat ein kurzes, aber schweres Herzleiden seinem schaffensfrohen Leben ein allzufrühes Ende bereitet...“. Der Kunsthistoriker war vielseitig gebildet. Er zeigte sich in seinen Werken als profunder Kenner der Geschichtswissenschaft, der Kunst bzw. des Kunstgewerbes und der Literatur sowie als genauer Beobachter mit analytischen Fähigkeiten. Wo es angebracht war, verwendete F. F. Leitschuh Zitate der Klassiker wie Shakespeare, Goethe und Schiller. Er kannte sich ebenfalls mit der Gestaltung von Münzen und Medaillen fundiert aus: „Die Sitte, sich medaillenartige Bildnisse anfertigen zu lassen, wird um 1510 aus Italien nach Süddeutschland gekommen sein... die Kunst selbst entwickelte sich in Deutschland völlig selbständig und beruht auf einem anderen Boden als jene in Italien. Sie ist aus der Bildschnitzerei erwachsen. Deutlich erkennt man, wie zunächst das Porträt in Holz oder Stein Selbstzweck ist. Erst allmählich tritt der Abguss in Metall in den Vordergrund. Aber auch dann noch bleibt das Modell das Hauptstück.“ Leitschuh schlug im Jahre 1890 vor, aus der umfangreichen Münzsammlung im Germanischen Nationalmuseum in Nürnberg „eine eigene Abteilung“ zu bilden. Unter der Überschrift Kirchliches Leben beschrieb der Kunsthistoriker die christliche Kunst, wie er sie in Form von Ausstellungsstücken im Nationalmuseum in Nürnberg vorfand. Als Fazit hielt er fest: „Fasst man diese wertvollen Kunstschätze, einst Zierden der Kirchen, näher ins Auge, so überzeugt man sich, dass durch diese Abteilung so ziemlich nachgewiesen werden kann, in  welchen Formen und Bindungen nicht nur die Gefäße und Geräte für den kirchlichen Gebrauch im Mittelalter angefertigt zu werden pflegten, sondern auch in welchen Gestaltungen die Paramente und stofflichen Ornate der verschiedensten Gattung ihre Ausbildung fanden.“ In seiner Einleitung zur Ausgabe der Abbildungen des Gesamtwerkes der Kupferstiche von Albrecht Dürer kommt die besondere Vorliebe des Kunsthistorikers Leitschuh für den Nürnberger Maler, Grafiker und Kupferstecher zum Ausdruck: „Die Größe und Begabung Dürers vermag nur der voll zu würdigen, der den schöpferischen Geist des Meisters auch in jenen kleinen Blättchen erkennt und erfasst, in denen Dürer im reiferen Alter seine tiefsten und erhabensten Gedanken in der gediegensten und lautersten Form niederlegte.“ Mit der Dürer-Publikation wollte Franz Friedrich Leitschuh mithelfen, „das herrliche Dürerwerk allen zu erschließen und den Meister dem Herzen seines Volkes näherzubringen...“.

## Schriften (Auswahl)
- Der Kunstsinn des Horaz (Separat-Abdruck aus der Zeitschrift für Kunst- und Antiquitäten-Sammler). Hermann Hucke, Leipzig 1885
- Die Bambergische Halsgerichtsordnung. Ein Beitrag zur Geschichte der Bücherillustration. In: Repertorium für Kunstwissenschaft. Bd. 9 (1886), 1/2, S. 1–26.
- Das Germanische Nationalmuseum in Nürnberg (= Bayerische Bibliothek. 9. Band). Buchner, Bamberg 1890.
- Geschichte der karolingischen Malerei, ihr Bilderkreis und seine Quellen. Siemens, Berlin 1894. (Nachdruck: 2012, ISBN 978-3-95491-090-8).
- Giovanni Battista Tiepelo. Eine Studie zur Kunstgeschichte des 19. Jahrhunderts. Mit dem Bildnisse des Meisters und 12 Lichtdrucktafen. Bauer, Würzburg 1896.
- Das Wesen der modernen Landschaftsmalerei. Heitz & Mündel, Straßburg 1898.
- Elsässische Kunstdenkmäler, Strassburg 1896–1899
- Die Familie Preisler und Markus Tuscher. Ein Beitrag zur Geschichte der Kunst im 17. und 18. Jahrhundert. E. A. Seemann, Leipzig 1889. Digitalisat (Nachdruck: 2010, ISBN 978-1-162-53453-4).
- Georg III. Schenk von Limpurg, der Bischof in Goethes Götz. Züberlin, Bamberg 1888.
- Flötner-Studien. Bd. 1: Das Plakettenwerk Peter Flötners in dem Verzeichnis des Nürnberger Patriziers Paulus Behaim. Beust, Straßburg 1904.
- Einführung in die allgemeine Kunstgeschichte. Kösel, München 1909 (Digitalisat).
- Kleine Beiträge Geschichte der Kunstentwicklung und des Kunstlebens im Elsass. Bachem, Köln 1909 (Vereinsschrift. Görres-Gesellschaft zur Pflege der Wissenschaft im katholischen Deutschland; 1909).
- Studien und Quellen zur deutschen Kunstgeschichte des XV.–XVI. Jahrhunderts. Universitäts-Buchhandlung Gschwend, Freiburg i. d. Schweiz 1912
- Das Kunstmuseum in Freiburg. In: Freiburger Nachrichten (Freiburg im Üchtland/Schweiz) vom 3. März 1923.
- Die Schweizer Landschaft in der deutschen Malerei. Huber, Frauenfeld, Leipzig 1925.

In der Einleitung zu seinem Werk Die Schweizer Landschaft in der deutschen Malerei ging F. F. Leitschuh auf den „Begriff der Landschaft“ näher ein und definierte sie in der Malerei als „integrierenden Bestandteil eines Gemäldes“ mit dem Satz: „Durch den Einfluss sakraler oder historischer Feierstimmung bestimmt, versteht man unter Landschaft das sich bis in den Hintergrund fortschwingende künstlerische Steigern und sorgfältige Ordnen schöner Naturformen.“
Im Rahmen der Reihe Berühmte Kunststätten des Leipziger Verlages von E.A. Seemann widmete sich F.F. Leitschuh in der Nummer 18 seiner ersten beruflichen Wirkungsstätte Straßburg und in Band 54 seinem Geburtsort Würzburg sowie in Band 63 der Stadt Bamberg, wo er seine Kindheit und Jugend verbracht hatte. Seine Verbundenheit mit den von ihm beschriebenen Kunststätten brachte Professor Leitschuh im Vorwort der einzelnen Bände zum Ausdruck. Zu Bamberg gab er als Beweggrund an: „Wenn es mir vergönnt ist, meine Arbeit auf sicheren historischen Boden stellen zu können, so danke ich das besonders dem glücklichen Umstande, daß ich vielfach wertvolle Aufzeichnungen meines Vaters, weiland Oberbibliothekar der Königlichen Bibliothek in Bamberg, benutzen konnte.“ Im Vorwort zum Band über seinen Geburtsort erklärte der Autor: „Die nachfolgende zusammenfassende Schilderung der Kunstentwicklung Würzburgs ist in der Hauptsache aus zahlreichen Vorträgen entstanden, die ich von 1894 bis 1907 fast alljährlich im Kunst- und Altertumsverein meiner Vaterstadt gehalten habe“. Für seinen beruflichen Aufenthaltsort Straßburg hielt der Kunsthistoriker fest: „Endlich hat sich im 19. Jahrhundert auch hier, wie anderwärts, das Stadtbild gründlich verändert. ... An der Peripherie der Stadt entstehen neue, vornehme Viertel. Aber das alte Straßburg hat trotz dieser gewaltigen Umwälzungen eine bestimmte Physiognomie sich bewahrt, vor allem durch sein Münster und die ihm benachbarten Gebäude, die einen unauslöschlichen Eindruck im Gemüt jeden Beschauers erwecken ...“ In dem wissenschaftlichen Nachlass von Leitschuh, welcher der Öffentlichen Bibliothek der Universität Basel zugeeignet wurde, befindet sich ein Manuskript über den Bildschnitzer, Goldschmied, Plakettenkünstlerund Holzschneider Peter Flötner. Für das in mehreren Auflagen und Reprints erschienene Werk Albrecht Dürer’s sämtliche Kupferstiche schrieb Franz Friedrich Leitschuh das „erläuternde Vorwort“, wobei er in der ersten Auflage als Professor an der Universität Straßburg und im Reprint der vierten Auflage als Professor an der Universität Freiburg (Schweiz), seiner letzten beruflichen Wirkungsstätte, bezeichnet wird.